# Bahamas aux Jeux olympiques d'été de 2008
Les Bahamas participent aux Jeux olympiques d'été de 2008 à Pékin.

## Liste des médaillés bahaméens

### Médailles d'or
| Sport              | Discipline | Sportifs | Performance |
| Médailles d'or : 0 |            |          |             |

### Médailles d'argent
| Sport                  | Discipline           | Sportifs                                                  | Performance   |
| Médailles d'argent : 1 |                      |                                                           |               |
| Athlétisme             | Relais 4 × 400 m (H) | Andretti Bain Michael Mathieu Andrae Williams Chris Brown | 2 min 58 s 03 |

### Médailles de bronze
| Sport                   | Discipline      | Sportifs     | Performance |
| Médailles de bronze : 1 |                 |              |             |
| Athlétisme              | Triple saut (H) | Leevan Sands | 17,59 m     |

## Athlètes bahaméens par sports

### Athlétisme
| Hommes - 100 m : - Derrick Atkins - 200 m : - Jamial Rolle - 400 m : - Michael Mathieu - Andretti Bain - Chris Brown - Triple saut : - Leevan Sands - Saut en hauteur : - Donald Thomas - Relais 4×400 m : - Michael Mathieu, Avard Moncur, Ramon Miller et Andrae Williams | Femmes - 100 m : - Debbie Ferguson-McKenzie - Timicka Clarke - Chandra Sturrup - 200 m : - Sheniqua Ferguson - Debbie Ferguson-McKenzie - 400 m : - Christine Amertil - Lancer de javelot : - Laverne Eve - Saut en longueur : - Jacqueline Edwards |

#### Hommes
| Épreuve               | Athlète         | Séries      | Séries | Quarts de finale | Quarts de finale | Demi-finales | Demi-finales | Finale      | Finale             |
| Épreuve               | Athlète         | Résultat    | Rang   | Résultat         | Rang             | Résultat     | Rang         | Résultat    | Rang               |
| --------------------- | --------------- | ----------- | ------ | ---------------- | ---------------- | ------------ | ------------ | ----------- | ------------------ |
| 100 mètres            | Derrick Atkins  | 10.28       | 1er Q  | 10.14            | 3e Q             | 10.13        | 6e           | -           | -                  |
| 200 mètres            | Jamial Rolle    | 20.93       | 5e     | -                | -                | -            | -            | -           | -                  |
| 400 mètres            | Michael Mathieu | 45.17       | 3e Q   | NC               | NC               | 45.56        | 6e           | -           | -                  |
| 400 mètres            | Andretti Bain   | 45.96       | 3e Q   | NC               | NC               | 45.52        | 7e           | -           | -                  |
| 400 mètres            | Chris Brown     | 44.79       | 1er Q  | NC               | NC               | 44.59        | 2e Q         | 44.84       | 4e                 |
| 110 mètres haies      | Shamar Sands    | 13.45       | 3e Q   | 13.55            | 7e               | -            | -            | -           | -                  |
| Relais 4 × 400 mètres | Andretti Bain   | 2 min 59.88 | 2e Q   | NC               | NC               | NC           | NC           | 2 min 58.03 | Médaille d'argent  |
| Relais 4 × 400 mètres | Michael Mathieu | 2 min 59.88 | 2e Q   | NC               | NC               | NC           | NC           | 2 min 58.03 | Médaille d'argent  |
| Relais 4 × 400 mètres | Andrae Williams | 2 min 59.88 | 2e Q   | NC               | NC               | NC           | NC           | 2 min 58.03 | Médaille d'argent  |
| Relais 4 × 400 mètres | Chris Brown     | 2 min 59.88 | 2e Q   | NC               | NC               | NC           | NC           | 2 min 58.03 | Médaille d'argent  |
| Triple saut           | Leevan Sands    | 17,25m      | 2e Q   | NC               | NC               | NC           | NC           | 17,59m      | Médaille de bronze |
| Saut en hauteur       | Donald Thomas   | 2,20m       | 12e    | -                | -                | -            | -            | -           | -                  |

#### Femmes
| Épreuve           | Athlète                  | Séries   | Séries | Quarts de finale | Quarts de finale | Demi-finales | Demi-finales | Finale   | Finale |
| Épreuve           | Athlète                  | Résultat | Rang   | Résultat         | Rang             | Résultat     | Rang         | Résultat | Rang   |
| ----------------- | ------------------------ | -------- | ------ | ---------------- | ---------------- | ------------ | ------------ | -------- | ------ |
| 100 mètres        | Tamica Clarke            | 12.16    | 6e     | -                | -                | -            | -            | -        | -      |
| 100 mètres        | Chandra Sturrup          | 11.30    | 1er Q  | 11.16            | 3e Q             | 11.22        | 5e           | -        | -      |
| 100 mètres        | Debbie Ferguson-McKenzie | 11.17    | 2e Q   | 11.21            | 1er Q            | 11.22        | 4e Q         | 11.19    | 7e     |
| 200 mètres        | Sheniqua Ferguson        | 23.33    | 4e Q   | 23.61            | 8e               | -            | -            | -        | -      |
| 200 mètres        | Debbie Ferguson-McKenzie | 23.22    | 2e Q   | 22.77            | 3e Q             | 22.51        | 4e Q         | 22.61    | 7e     |
| 400 mètres        | Christine Amertil        | 51.25    | 2e Q   | NC               | NC               | 51.51        | 4e           | -        | -      |
| Saut en longueur  | Jackie Edwards           | NM       | /      | -                | -                | -            | -            | -        | -      |
| Lancer du javelot | Laverne Eve              | 57,36m   | 9e     | -                | -                | -            | -            | -        | -      |

### Boxe
Hommes
- 69 kg (poids mi-moyen) :
  - Toureano Johnson

| Athlète          | Catégorie             | 16e de finale         | 8e de finale           | Quart de finale     | Demi-finale         | Finale              |
| Athlète          | Catégorie             | Adversaire Résultat   | Adversaire Résultat    | Adversaire Résultat | Adversaire Résultat | Adversaire Résultat |
| ---------------- | --------------------- | --------------------- | ---------------------- | ------------------- | ------------------- | ------------------- |
| Taureano Johnson | Poids welters (-69Kg) | Rolande Victoire 18-3 | Stretskiy Victoire 9-4 | Silamu Défaite 4-14 | -                   | -                   |

### Natation
| Hommes - 50 m nage libre : - Elvis Vereance Burrows - 100 m papillon : - Jeremy Knowles - 200 m papillon : - Jeremy Knowles - 200 m 4 nages individuel : - Jeremy Knowles | Femmes - 50 m nage libre : - Arianna Vanderpool-Wallace - 100 m nage libre : - Arianna Vanderpool-Wallace - 100 m dos : - Alana Dillette |

### Tennis
Hommes
- Simple :
  - Devin Mullings
- Double :
  - Devin Mullings et Mark Knowles